# استیو فرادرا
استیو فرادرا (انگلیسی: Esteve Fradera؛ زادهٔ ۷ مهٔ ۱۹۶۳) بازیکن سابق فوتبال اهل اسپانیا است که به عنوان مدافع بازی می‌کرد و بعد از آن در سمت مربی کارش را در دنیای فوتبال ادامه داد.
او محصول آکادمی معروف لا ماسیا بارسلونا بود و در مجموع ۲۲۵ بازی در لالیگا با بارسلونا، سابادل، رئال مایورکا و آلباسته بالومپیه انجام داد.